# Maxhütte-Haidhof
Maxhütte-Haidhof là một đô thị ở huyện Schwandorf, bang Bayern, Đức. Đô thị này tọa lạc 21 km về phía bắc của Regensburg.